# No. 133 Squadron RAF
 (septembre 2018).
Le 133e escadron de la Royal Air Force fait partie des Eagle Squadrons, notamment connus pour être composés de volontaires américains ayant servi au sein de la Royal Air Force au cours de la Seconde Guerre mondiale.

## Histoire
Le 133e Escadron fut créé dans un premier temps en 1918, sur la base aérienne de Ternhill (située dans le comté du Shropshire). Le rôle de l'unité était de tester le bombardier Handley Page Type O, en vue de son déploiement en France mais le projet fut annulé le 4 juillet 1918. En effet, de nombreux projets visant à réformer à la fois les escadrons de bombardiers et de combats ont été abandonnés du fait que la Première Guerre mondiale touchait à sa fin.
L'unité fut recréée sur la base aérienne de Coltishall en juillet 1941 en tant que troisième Eagle squadron et équipée de chasseurs Hawker Hurricane. Elle fut transférée sur la base de Duxford en août puis, en octobre, sur la base d'Eglinton, située en Irlande du Nord, où elle fut équipée de chasseurs Supermarine Spitfire modèle Mk IIB. Puis l'unité fut à nouveau transférée dans le Sud-Est de l'Angleterre, notamment à Biggin Hill. L'escadron mena des missions de chasse dans les cieux français jusqu'en septembre 1942, date de son transfert au sein de l'United States Army Air Forces pour devenir le 336e Escadron de Combat (336th Fighter Squadron) rattaché au 4e Groupe de Combat (4th Fighter Group).

### Crash de Roland Wolfe à Inishowen
En novembre 1941, alors qu'il était en patrouille et parti de la base d'Eglinton, en Irlande du Nord, Roland Bud Wolfe sauta de son appareil en parachute sur le territoire de la république d'Irlande, alors neutre durant le conflit, à cause d'une surchauffe du liquide de refroidissement de son Spitfire, alors qu'il survolait la péninsule d'Inishowen. Il atterrit dans les environs de cette dernière et son appareil s'écrasa dans la lande de Moneydarragh.
Wolfe fut arrêté et envoyé au camp de Curragh où il sera emprisonné pendant deux ans. Après sa libération, il retourna au Royaume-Uni pour y intégrer à nouveau les Eagles Squadrons. Le 28 juin 2001, son appareil a fut retrouvé grâce à une équipe dirigée par l'historien de l'aviation Johnny McNee. Cette découverte fut filmée dans le but de servir à un documentaire pour la BBC.

## Appareils utilisés
- 1918 : Royal Aircraft Factory F.E.2
- 1941 : Hawker Hurricane modèle Mk IIB
- 1941 : Supermarine Spitfire modèle Mk IIB
- 1942 : Supermarine Spitfire modèle Mk VA et Mk VB
- 1942 : Supermarine Spitfire modèle Mk IX

## Dans la fiction
Dans l'épisode 9 de la saison 1 de la deuxième série télévisée Doctor Who, Drôle de mort (The Empty Child), Jack Harkness, provenant du 51e siècle, se porte volontaire pour servir au sein de cet escadron en 1941.